# Stratisporella
Stratisporella är ett släkte av svampar. Stratisporella ingår i familjen Patellariaceae, ordningen Patellariales, klassen Dothideomycetes, divisionen sporsäcksvampar och riket svampar.
|                | Eutryblidiella                               |
|                |                                              |
|                | Brunaudia                                    |
|                |                                              |
|                | Tryblidiella                                 |
|                |                                              |
|                | Rhytidhysteron                               |
|                |                                              |
|                | Poetschia                                    |
|                |                                              |
|                | Banhegyia                                    |
|                |                                              |
|                | Schrakia                                     |
|                |                                              |
|                | Holmiella                                    |
|                |                                              |
|                | Tryblidaria                                  |
|                |                                              |
|                | Lecanidiella                                 |
|                |                                              |
|                | Lecanidion                                   |
|                |                                              |
|                | Patellaria                                   |
|                |                                              |
|                | Baggea                                       |
|                |                                              |
|                | Endotryblidium                               |
|                |                                              |
|                | Murangium                                    |
|                |                                              |
|                | Rhizodiscina                                 |
|                |                                              |
| Stratisporella | \| \| Stratisporella episemoides \| \| \| \| |
|                | \| \| Stratisporella episemoides \| \| \| \| |
|                | Lahmiomyces                                  |
|                |                                              |
|                | Lirellodisca                                 |
|                |                                              |
|                | Stratisporella episemoides                   |
|                |                                              |

|  | Stratisporella episemoides |
|  |                            |